# Ariteus flavescens
Ariteus flavescens es una especie de murciélago de la familia Phyllostomidae. Es el único miemnbro del género monotípico Ariteus.

## Distribución geográfica
Es  endémica de Jamaica.